# Яльчик
Я́льчик (рос. Яльчик, марій. Ялчык) — селище у складі Волзького району Марій Ел, Росія. Входить до складу Емековського сільського поселення.

## Населення
Населення — 5 осіб (2010; 25 у 2002).
Національний склад (станом на 2002 рік):
- марі — 76 %